# Рандольф (линейный корабль)
«Рандольф» (англ. Randolph) — парусный 50-пушечный линейный корабль Балтийского флота России.

## Описание корабля
Парусный линейный корабль 4 ранга, длина судна по сведениям из различных источников составляла от 36,65 до 38,8 метра, ширина от 9,7 до 9,75 метра, а осадка от 4 до 4,3 метра. Вооружение судна составляли 50 орудий, а экипаж состоял из 350-и человек.

## История службы
Корабль был куплен Т. Стельсом в августе 1712 года в Англии и под именем «Рандольф» вошёл в состав Балтийского флота России. В декабре того же года корабль пришел в Копенгаген, а 2 (13) марта следующего года — в Ревель.
Принимал участие в Северной войне. C 1713 по 1715 годы выходил в крейсерские плавания в Финский залив в составе эскадр. 10 (21) и 11 (22) июля 1713 года в составе эскадры вице-адмирала К. И. Крюйса начал преследование обнаруженных у острова Гогланд шведских судов, но после того, как головные корабли эскадры сели на мель, вынужден был прекратить погоню. В 1716 году находился на Кронштадтском и на нём проводилось обучение экипажа. В 1717 году и в мае и июне следующего года вновь выходил в крейсерские плавания в Финский залив.
В июле 1718 года покинул Ревель и, посетив зайдя в Данциг и Копенгаген, ко 2 сентября (15 сентября) пришёл в Гамбург, откуда с 22 марта (2 апреля) по май 1719 года конвоировал в Ревель яхту «Декроне», подаренную Петру I прусским королём. В июле 1719 года в составе эскадры находился в крейсерстве в Финском заливе и прикрывал переход гребного флота. В 1720 и 1721 годах вновь находился в составе эскадры, выполнявшей крейсерские плавания в Финском заливе. В июне 1721 года в составе флота сопровождал линейный корабль «Ингерманланд», который шёл в залив Рогервик под флагом Петра I. C 1722 по 1724 год выходил в практические плавания в Финском заливе.
Корабль «Рандольф» был разобран в 1725 году.

## Командиры корабля
Командирами корабля «Рандольф» в разное время служили:
- Н. А. Синявин (1713 год и с февраля по май 1719 года).
- Г. Вессель (1714—1715 годы).
- Я. Рам (1717 год).
- П. Бене (с 1718 года по февраль 1719 года).
- Д. Деляп (1721 год).
- М. Фрем (1723 год).
- А. Розенгоф (1724 год).